# Wahlen zur South West African Legislative Assembly 1945
Die Wahlen zur South West African Legislative Assembly im Jahr 1945 waren die fünften (von neun) Wahlen im Mandatsgebiet Südwestafrika. Sie fanden am 19. Mai 1945 statt.
Gewählt wurde in zwölf Ein-Personen-Wahlkreisen. Wahlberechtigt waren ausschließlich die weißen Einwohner, nicht die schwarze Bevölkerungsmehrheit. Daneben ernannte der südafrikanische Administrator des Mandatsgebietes sechs weitere Abgeordnete.
Der Wahlkampf um die zu erringenden 12 Mandate ging für die National Party of South West Africa (NP) desaströs aus. In keinem der Wahlkreise erlangte sie die erforderliche Mehrheit. Infolge der Möglichkeit der Ernennung von Abgeordneten durch den Administrator von Südwestafrika gelangten schließlich weitere vier Mitglieder der VNSWP/UNSWP und zwei Mitglieder der NP in die Legislative Assembly, die nun aus 18 Mandatsträgern bestand. Der Wahlkampf war von der Frage um die Aufnahme des Landes als fünfte Provinz in die Südafrikanische Union bestimmt. Während die VNSWP für ihre diesbezügliche Absicht zum Anschluss aus der Kriegsbeteiligung der Union ableitete, versuchte die NP massiv Wähler durch einen Einfluss über Strukturen der erst im März 1939 gegründeten Deutsche Afrikanische Partei (am 8. September 1939 aufgelöst, nun verbunden mit VNSWP) unter der deutschsprachigen Bevölkerung zu gewinnen, die mehrheitlich jedoch nicht für die südafrikanische Kriegsbeteiligung gegen Deutschland eingestellt war und eine Eingliederung Südwestafrikas in das benachbarte Land ablehnte. Die argumentative Taktik der NP versuchte der VNSWP eine unpatriotische Politik zu unterstellen.
Der Deutsche Bund für Südwestafrika war 1937 verboten worden. An seiner Stelle wurde am 24. Juni 1937 in Windhoek der Deutsche Südwest Bund gegründet, offiziell um landesweit existierende kulturelle Interessengruppen zu vertreten. Diese Organisation unterstützte mit Ausbruch des Zweiten Weltkriegs offen die Politik Nazideutschlands und Adolf Hitlers. Aus ihr heraus entstand die Deutsche Afrikanische Partei. Aus diesem der NSDAP zugeneigten Kreise wurden die deutschsprachigen Tageszeitungen Allgemeine Zeitung und Swakopmund Zeitung aufgekauft, erstere in Deutscher Beobachter umbenannt, letztere stellte ihr Erscheinen daraufhin ein. Der Einfluss auf die Meinungsbildung der deutschsprachigen Bevölkerung war auf diesem Wege nun einseitig ausgerichtet. Die in Südwestafrika lebenden deutschstämmigen Bewohner wurde 1939 zunächst unter Farm- oder Hausarrest gestellt und ab 1940 in Internierungslager nach Südafrika verbracht, wo sie bis 1946 verbleiben mussten. Ab 1942 wurden die 1923 zuerkannten britischen Staatsbürgerschaften wieder aberkannt. Eine Partei der Deutschnamibier trat daher nicht zu Wahl an.

## Wahlergebnisse nach Wahlkreisen
| Nr.    | Wahlkreis        | UNSWP | NPSWA | Unabhängige | abgegebene Stimmen | Wahlkreissieger |
| ------ | ---------------- | ----- | ----- | ----------- | ------------------ | --------------- |
| 1      | Gibeon           | 575   | 210   | ./.         | 785                | UNSWP           |
| 2      | Gobabis          | 530   | 391   | ./.         | 921                | UNSWP           |
| 3      | Grootfontein     | 317   | 182   | ./.         | 499                | UNSWP           |
| 4      | Keetmanshoop     | 478   | 419   | ./.         | 897                | UNSWP           |
| 5      | Lüderitzbucht    | 273   | 179   | ./.         | 452                | UNSWP           |
| 6      | Okahandja        | 454   | 253   | ./.         | 707                | UNSWP           |
| 7      | Otjiwarongo      | 492   | 479   | ./.         | 971                | UNSWP           |
| 8      | Stampriet        | 626   | 431   | ./.         | 1057               | UNSWP           |
| 9      | Swakopmund       | 315   | 172   | ./.         | 487                | UNSWP           |
| 10     | Warmbad          | 488   | ./.   | 459         | 947                | UNSWP           |
| 11     | Windhoek-Zentral | 453   | 239   | ./.         | 692                | UNSWP           |
| 12     | Windhuk-Distrikt | 484   | 199   | ./.         | 683                | UNSWP           |
| Gesamt | Gesamt           | 5485  | 3154  | 459         | 9098               |                 |